# 營埔文化

營埔文化於台灣中部地區分布範圍（黃綠色）

營埔文化是台灣中部地區新石器時代重要的史前文化類型，以灰黑色陶器為特徵，其分布範圍大致分布在台灣中部濁水溪、大肚溪、大甲溪中下游地區的河邊階地和丘陵上。遺址的分布範圍相當廣大，南北長約1000m，東西寬約 500m，面積約 450,000㎡。當地的地勢大致平坦，高程約在海拔 23–25m之間，略呈北高南低。營埔文化第一次發現是1943年日本考古學家國分直一在台中市大肚區營埔里的營埔遺址，為便於學者作分類與比較，往後考古學家便將同類型文化特徵，以最早發現的遺址名稱定名為營埔文化。營埔文化是台灣中部地區分布範圍廣大，遺址眾多的文化類型，台灣史前文化史上中部地區新石器時代重要的文化類型。

## 年代
依據宋文薰教授估計營埔文化的年代為前3500年至前1500年之間，屬新石器時代晚期、青銅時代。